# 鄄郓河
鄄郓河，位于山东省西南部，是为减轻梁济运河的排水负担而于1971年开挖的人工河道，因流经鄄城和郓城两县，故名。鄄郓河北起鄄城县东北黄河堤外的左营乡孙沙窝村，东南流经郓城县西南部地区，至巨野县田桥镇丁庄村北汇入洙赵新河。全长46.6公里，流域面积975平方公里。